# Ново село (Пирин)
Вижте пояснителната страница за други значения на Ново село.
Но̀во сѐло е квартал на град Кресна, област Благоевград, Югозападна България, бивше село.

## География
Разположено е на левия бряг на Струма, северно от вливането на Влахинската река, на няколко километра северно от основната част на град Кресна.

## История
Ново село е освободено от четата на Стоян Карастоилов заедно със селата Влахи и Ощава през Кресненско-Разложкото въстание в 1878 – 1879 г.
В „Етнография на вилаетите Адрианопол, Монастир и Салоника“, издадена в Константинопол в 1878 г. и отразяваща статистиката на населението от 1873 г., Ново село (Novo-sélo) е посочено като село с 22 домакинства и 30 мюсюлмани и 35 българи.
През 1891 г. Георги Стрезов пише за селото:
| „ | Ново село, на СЗ от Мелник, 10 часа часа път, до левия бряг от Струма, 1/2 час. Местоположение стръмно с равно поле до реката: 70 къщи, от които 15 турци, 50 българе и 5 цигане. Няма църква. | “ |

Към 1900 г. според статистиката на Васил Кънчов („Македония. Етнография и статистика“) в Ново село, Мелнишка каза, живеят 220 души, от които 50 българи християни, 140 турци и 30 цигани.
Селото, по данни от Националния регистър на населените места, е имало 95 жители през 1934 г., 78 жители през 1946 г.
От 1956 година не е регистрирано население в селището. Съгласно решение на Министерския съвет от 24 октомври 2012 година е присъединено към град Кресна.

## Личности
Родени в Ново село
- Борис Сандански (р. 1934), български краевед